# John Vaughn
John David Vaughn (ur. 3 czerwca 1928 w Santa Ana, zm. 10 października 2016 w Santa Barbara) – amerykański duchowny katolicki, franciszkanin (OFM), 116. generał franciszkanów w latach 1979–1991.

## Życiorys
Urodził się 3 czerwca 1928 w Santa Ana w Kalifornii w rodzinie Morgana Leonarda Vaughna i Jane Elizabeth Stack. Był absolwentem Seminarium św. Antoniego w Santa Barbara w Kalifornii. Do Zakonu Braci Mniejszych wstąpił w San Miguel w Kalifornii, przyjmując imię zakonne Emanuel, którego po pewnym czasie zaprzestał jednak używać. Jako brat zakonny uczył się w Kolegium św. Ludwika Króla w San Luis Rey. Profesję wieczystą złożył 12 lipca 1952 roku. Po ukończeniu studiów filozoficzno-teologicznych w seminarium zakonnym w Santa Barbara przyjął święcenia kapłańskie 17 grudnia 1955 roku z rąk bpa Timothy’ego Manninga. Następnie pracował jako duszpasterz w parafii franciszkańskiej w Sacramento. W latach 1957–1962 był formatorem. W latach 1962–1969 studiował na Papieskim Uniwersytecie Gregoriańskim w Rzymie. Po powrocie do Stanów Zjednoczonych był wychowawcą nowicjatu, gwardianem, proboszczem oraz opiekunem tercjarzy. W 1973 wybrano go wikariuszem prowincjalnym w Santa Barbara, zaś w 1976 prowincjałem. Rezydował w Oakland.
Został wybrany generałem zakonu na kapitule w Asyżu 2 czerwca 1979. Urząd ten pełnił przez dwie kadencje, rezydując w Rzymie. jako minister generalny był szczególnie zaangażowany w ewangelizację Afryki, mobilizując i organizując w zakonie pomoc materialna i personalną. Był promotorem odejścia od idei misji prowincjalnych, prowadzonych przez konkretne prowincje na rzecz misji ogólnozakonnych, tzn. prowadzonych przez różne prowincje wspólnie. W tym czasie odwiedził również prowincje polskie swojego zakonu. W 1991, po wyborze nowego generała w osobie Hermanna Schalücka, powrócił do Ameryki. W 1994 wybrano go magistrem nowicjatu w San Miguel. W 2003 decyzją przełożonych przeniósł się do klasztoru w Santa Barbara. Był wicepostulatorem  w przygotowaniach do kanonizacji franciszkanina Junipera Serry. Posługiwał w miejscowej parafii franciszkańskiej i u sióstr klarysek. W ostatnich latach życia tracił wzrok. Zmarł 10 października 2016 roku w Santa Barbara. Został pochowany na cmentarzu Misji Santa Barbara.